# Musikjahr 1416
Liste der Musikjahre

◄◄ | ◄ | 1412 | 1413 | 1414 | 1415 | Musikjahr 1416 | 1417 | 1418 | 1419 | 1420 | ► | ►►

Weitere Ereignisse
Dieser Artikel behandelt das Musikjahr 1416.

## Ereignisse und Personalien

### Heiliges Römisches Reich

#### Freie Reichsstadt Konstanz
- Der englische Komponist Soursby hält sich vermutlich in Konstanz auf.[1]

#### Grafschaft Ravensberg
- Der deutsche Welthistoriker, Kirchenreformer und Musiktheoretiker Gobelin Person wird Dekan am Marienstift in der Bielefelder Neustadt.[2]

### Italienische Staaten

#### Brescia
- Der französische Komponist Beltrame Feragut steht von 1415 bis 1416 auf der Gehaltsliste der Kapelle Pandolfos III. Malatesta in Brescia.[3]

#### Mailand
- Der italienische Komponist Matteo da Perugia erhält bis Oktober 1416 ein monatliches Gehalt an der Kathedrale von Mailand.[4]

### Königreich Aragonien
- Der Komponist Johannes Lambuleti ist von 1416 bis 1422 Mitglied der Hofkapelle Alfons V. von Aragon.[5]

### Königreich England
- Der englische Komponist John Burell erhält Unterhalt (corrody) von der Abtei Meaux Abbey.[6]
- Das Kloster an der Kathedrale von Durham führt ab 1416 eine vollständige Liste von Musiklehrern, die Gruppen von Knaben unterrichten.[7]
- Der englische Komponist John Pyamour ist zwischen 1416 und 1420 Mitglied der Royal Chapel Heinrichs. V.[8]

## Kompositionen und Schriften
- Eine Vertonung des Veni Sancte Spiritus von John Dunstable wird im Jahr 1416 aufgeführt.[9]

## Instrumentenbau
- Ein Orgelmeister Höckel wird 1416 namentlich im Stuerbuch des Ulmer Münsters benannt. Möglicherweise errichtete er eine Orgel.[10]

## Geboren
- 27. März: Antonio Squarcialupi, italienischer Organist und Komponist in Florenz († 1480)[11]